# Lubień Kujawski (gmina)
Lubień Kujawski est une gmina mixte du powiat de Włocławek, Couïavie-Poméranie, dans le centre-nord de la Pologne. Son siège est la ville de Lubień Kujawski, qui se situe environ 29 km au sud de Włocławek et 79 km au sud-est de Toruń.
La gmina couvre une superficie de 150,21 km2 pour une population de 7 514 habitants.

## Géographie
La gmina est bordée par les gminy de Baruchowo, Choceń, Chodecz, Gostynin, Kowal, Łanięta et Nowe Ostrowy.